# Château de La Roche-Guéhennec
 (juillet 2023).
La mise en forme du texte ne suit pas les recommandations de Wikipédia : il faut le « wikifier ».
Les points d'amélioration suivants sont les cas les plus fréquents. Le détail des points à revoir est peut-être précisé sur la page de discussion.
- Les titres sont pré-formatés par le logiciel. Ils ne sont ni en capitales, ni en gras.
- Le texte ne doit pas être écrit en capitales (les noms de famille non plus), ni en gras, ni en italique, ni en « petit »…
- Le gras n'est utilisé que pour surligner le titre de l'article dans l'introduction, une seule fois.
- L'italique est rarement utilisé : mots en langue étrangère, titres d'œuvres, noms de bateaux, etc.
- Les citations ne sont pas en italique mais en corps de texte normal. Elles sont entourées par des guillemets français : « et ».
- Les listes à puces sont à éviter, des paragraphes rédigés étant largement préférés. Les tableaux sont à réserver à la présentation de données structurées (résultats, etc.).
- Les appels de note de bas de page (petits chiffres en exposant, introduits par l'outil «  Source ») sont à placer entre la fin de phrase et le point final[comme ça].
- Les liens internes (vers d'autres articles de Wikipédia) sont à choisir avec parcimonie. Créez des liens vers des articles approfondissant le sujet. Les termes génériques sans rapport avec le sujet sont à éviter, ainsi que les répétitions de liens vers un même terme.
- Les liens externes sont à placer uniquement dans une section « Liens externes », à la fin de l'article. Ces liens sont à choisir avec parcimonie suivant les règles définies. Si un lien sert de source à l'article, son insertion dans le texte est à faire par les notes de bas de page.
- La présentation des références doit suivre les conventions bibliographiques. Il est recommandé d'utiliser les modèles {{Ouvrage}}, {{Chapitre}}, {{Article}}, {{Lien web}} et/ou {{Bibliographie}}. Le mode d'édition visuel peut mettre en forme automatiquement les références.
- Insérer une infobox (cadre d'informations à droite) n'est pas obligatoire pour parachever la mise en page.

Pour une aide détaillée, merci de consulter Aide:Wikification.
Si vous pensez que ces points ont été résolus, vous pouvez retirer ce bandeau et améliorer la mise en forme d'un autre article.
Le château de La Roche Guéhennec  (dit manoir de la Roche) est une ancienne demeure située dans l'ancienne commune française de Mûr-de-Bretagne, aujourd'hui Guerlédan, dans les Côtes-d'Armor. Fondé au XIIIe siècle, reconstruit au début du xve siècle, modifié au XVIIe siècle après le siège de 1655.
Il est en restauration.

## Historique
Le château de la Roche Guéhennec ou Roche-Guéhenneuc a été construit au XIIIe ou XIVe siècle, afin de commander la vallée du Poulancre. C’était le siège d’un fief important, avec haute et basse justice, dont il est question dans les archives à partir du XIVe siècle. Il résulte du démembrement, au XIIe siècle, de la seigneurie de Mûr en deux grandes seigneuries : la seigneurie de Launay-Mur et la seigneurie de la Roche-Guéhennec.
Les chroniques des abbés Gallerne font état d’un événement particulier : « 1655 - Ce jour, 8 avril, le siège fut posé sur la Roche Guéhennec par Monsieur du Roscouët. Il y eut 4 blessés et un tué. Le siège levé ».

## Seigneurs et propriétaires du château de la Roche Guehennec
Propriétaires successifs :
- Budic, comte de Cornouaille au Xe siècle possède les terres de Mur dont celles de la Roche Guehennec ;
- Guethneuc, vicomte de Poher ;
- Rivallon, vicomte de Poher en 1045, fils ou petit-fils de Guehennec ;
- Rivallon, seigneur de Mur.
- Eudon de Mur épouse une fille de Rivallon en 1161 ;
- Cadoret de Mur partage la seigneurie de Mur au XIIe siècle avec Constance de Bretagne descendante de la branche aînée de Cornouaille. Apparition des seigneuries de Launay-Mûr et de la Roche-Guéhennec ;
- Garcis de Mur, son fils, épouse en 1257, Beatrix de Rostrenen ;
- Joachim de Mur épouse Olive du Perier ;

Leur fille unique fait passer la seigneurie de la Roche-Guéhennec dans la famille Boscher qui prit les armes de Mur (d’azur à la croix engrêlée d’or) en y ajoutant pour brisure une bande de gueules.
Construction de l’actuel château de la Roche Guehennec dans la deuxième moitié du XIIIe siècle ou dans la première moitié du XIVe siècle.
Vente de la « seigneurie importante de la Roche Guehennec », pour cent francs or en 1377 par Guyon Boscher à Jehan du Fou, baron de Pirmil et de Noyen et autres lieux (ADCA 46J 1-3 : 7 février 1377. Du sept février mil trois cent soixante dix sept, contrat d’acquêts du veslin de la terre et seigneurie de La Roche Guehennec par Jehan du Fou, acquereur pour cent francs d’or, de Guyon Boscher, vendeur)
Les du Fou conservent la seigneurie jusqu’en 1584, date à laquelle Suzanne du Fou, fille unique de Jean, baron de Pirmil et de Jeanne de Maille, épouse Georges de Kerveno, baron de Kerveno et de Baud.
Leur petite-fille, Charlotte épouse Louis de Bourbon, marquis de Malauze.
Leur fils Henri sans enfant transmet le château et la seigneurie de la Roche Guehennec à son neveu, François Louis de Ranconnet, marquis d’Escoire.
La Roche changea donc de mains une fois de plus, mais les du Fou semblent toujours y habiter.
Hervé Ier du Fou, écuyer, seigneur de Bézidel et de Trévanec en Cléguérec, de Nervoy en Plumergat, de La Villeneuve en Saint-Guen, de Locmaria en Mûr-de-Bretagne et autres lieux, naquit à Bézidel, décéda à Saint-Guen le 5 octobre 1655 et fut inhumé en l’église paroissiale de Mûr le lendemain (Registres de Mûr : Haut et puissant Messire Hervé du Fou, baron de Noyan, Seigneur de la Fouriele, Pirmil, Bézidel et de la Roche Guéhenec, décédé le cinquième Jour d’octobre environ lors quatre heures du Matin et fuse inhumé le lendemain sixième Jour d’octobre Mil Six Centz Cinqte et Cinq dans l’Eglize parroissialle de Mur dans sa tombe. Registres de St-Guen : Hervé du Fou, baron de Noian, de la Roche, Bézidel, fuse inhumé a Mûr le 6e Jour d’octobre 1655. Sa sœur, Catherine du Fou, épouse de Jean du Quellenec, écuyer, seigneur de Kergo, décéda à La Roche-Guéhenneuc le 7 février 1657 et fut inhumée en l’église paroissiale de Mûr (Registres de Mûr : Catherine du Fou, dame du Quelenec, fut enterrée dans l’Eglise parroisialle de Mur le Septième de Février Mil Six Cent Cinquante et Sept. Registres de St-Guen : Damoiselle Catherine du Fou mourut a la roche guehennec et fust Inhumée à mur le 8e février 1657).
En 1667, Louis de Rançonnet se mit en possession de La Roche-Guéhenneuc, après la mort du marquis de Malauze, et prit le titre de comte de Noyen sans être propriétaire de la seigneurie.
Le 2 septembre 1682, le Parlement de Bretagne rendit un arrêt par lequel François-Louis de Rançonnet fut maintenu dans la pleine propriété de la terre de La Roche-Guéhenneuc, comme héritier principal d’Henri de Bourbon-Malauze, en la ligne des du Fou (BnF, Ms Fr 32106 : Arrest du Parlement de Bretagne rendu le deux septembre mile six cent quatrevingt deux par lequel Mr François-Louïs de Ranconnet, Sr d’Escoire est maintenu dans le pleine propriété de la terre de la Rochegenet, comme héritier principal et noble de Mr Henri de Bourbon-Malauze en la ligne des du Fou). Malgré toutes leurs protestations, les descendants des du Fou ne purent faire prévaloir leurs droits contre les neveux de Catherine de Lannoy qui conservèrent une centaine d’années les seigneuries du Maine. Le procès pour cette succession aura duré le même temps pour prendre fin en 1702.
Son fils, Antoine René, comte de Noyan va reconstituer la seigneurie de l’ancienne maison de Mur en achetant les seigneuries de Launay-Mur, Coëtuhan-Mur, de Coët-Mur et de Botrain.
La seigneurie de la Roche Guehennec possédait droit de Haute et Basse Justice. Son tribunal pouvait prononcer la peine de mort. Il la prononcera une fois au XVIIIe siècle contre un assassin. Sa décision fut confirmée, en appel par le Parlement de Bretagne et le condamné fut exécuté à Rennes en octobre 1782.
À la suite de la Révolution, Luc François Le Cerf achète, en 1815, les terres.

Le château et les dépendances immédiates de la Roche Guehennec restent aux héritiers du comte de Noyan, les Euzenou de Kersalaün puis à la famille des Guillo-Lohan. En 1906, Mme Jean Baptiste du Couédic du Cosquer, née Louise Marie Désirée Guillo-Lohan, mourut sans descendance. Sa propriété de la Roche Guehennec passa à son petit-neveu Alain Arthur Marie Collin de la Bellière. Les propriétaires actuels sont M. et Mme Arnaud Colon de Franciosi.

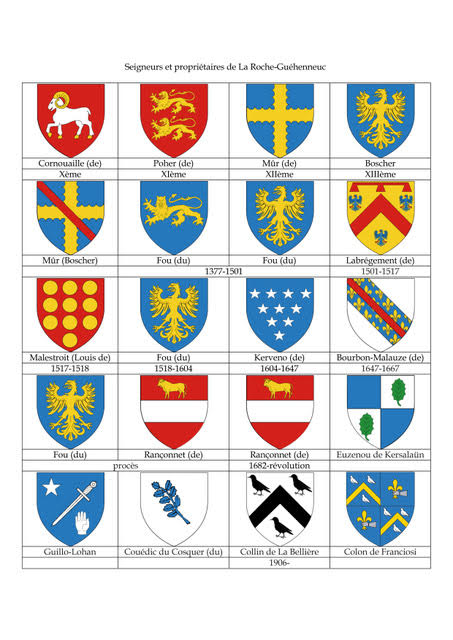
Seigneurs et propriétaires du château

## Description
« Au cours des siècles, le siège féodal de Launay-Mûr s’est laissé dépasser et dominer, dans la paroisse de Mûr, par la Roche-Guéhennec, au point qu’aujourd’hui il est difficile de trouver trace, dans la structure du sol, des vestiges de la résidence seigneurial, tandis que de la Roche-Guéhennec subsistent des constructions importantes. ».
« Le château de la Roche-Guéhennec, ancien siège de la seigneurie de la Roche-Guéhennec, démembrement du fief de Launay-Mûr.
Le manoir était vaste. Les comtes de Noyan l’habitaient au XVIIIe siècle… Parmi de respectables dépendances, le corps de logis, surtout, mérite d’être vu. Il est composé d’une tour carrée spacieuse…, d’un immense bâtiment oblong, qui étonne par ses proportions et notamment par sa hauteur. Il est flanqué d’une tourelle décoiffée qui, sans nul doute, fut bien élégante. Si les dimensions extérieures retiennent l’attention, l’impression que laisse la grande salle est unique. Elle semble faite pour des géants. Tout y est colossal, la cheminée, les fenêtres, la hauteur du sol au plafond, les poutres… ». Mûr de Bretagne et sa région, Le Barzic 1956 p. 20.
Construction en granite et schiste. Matériaux de couverture : ardoise.
Il apparaît qu’à l’origine, il s’agissait d’un logis à deux pièces au rez-de-chaussée. À ce jour, il reste la grande salle seigneuriale, la partie comprenant, probablement, la cuisine ou cellier ayant disparu à une époque indéterminée. Il comporte deux niveaux sous comble.
Cette grande salle possède des dimensions exceptionnelles. Elle a une surface de 128 m2 soit 16 m de long sur 8 m de large sur 4,96 m de hauteur, alors que l’étude précitée indique (Le manoir en Bretagne 1380-1600 – Cahiers de l’Inventaire) que les proportions moyennes relevées lors de l’inventaire sont: « la surface des salles est de 70 m ; la longueur est comprise entre 8 et 14 m ; la largeur moyenne est de 6,25 m (avec des extrêmes de 5,20 et 8 m) ; la hauteur sous plafond, de 2,83 m (extrêmes : 2,60 m – 4,40 m)… La différence de largeur (en comparaison avec les salles des fermes) suppose nécessairement, pour les manoirs, l’emploi de poutres provenant d’arbres plus vieux, donc plus rares et plus chers ».
Le plafond est constitué de vingt-huit solives (de 8 m, de section 30 × 30), sans poutre, reposant sur des poutres de rive, « ce qui correspond aux époques les plus anciennes » (Le manoir en Bretagne 1380-1600 – Cahiers de l’Inventaire). Deux des solives abutant sur le manteau de la cheminée sont sculptées de blason plat ce qui laisse à penser qu’ils étaient peints. La forme des blasons se rattache à ce qui était usuel en Bretagne entre 1250 et 1350. Datation de la mise en œuvre du plafond : 1429-1449; période couverte pour les bois : 1335-1420; bois : chêne (quercus sp) ; source : DENDROTECH - DENTRABASE.
Elle possède une cheminée monumentale située sur le mur gouttereau postérieur, face à l’entrée, qui présente la caractéristique des premiers manoirs bretons : la saillie du conduit à l’extérieur du mur. « Cette solution permettait un meilleur équilibrage de la hotte en engageant le foyer sans épaissir excessivement le mur » (Le manoir en Bretagne 1380-1600 – Cahiers de l’Inventaire). Cette manière disparaît après 1430.
Elle est éclairée par deux baies croisées dont la traverse est à mi-hauteur sans décor, muni dans la partie haute de grilles, pourvues de coussièges importants. Les restes sur place démontrent que le sol était dallé de schiste.
Sur le mur pignon sud de la salle s’ouvre un judas à trois mètres du sol.
Le château possède deux escaliers, en pierre, dit à la « vis de saint gilles » dont un dans-œuvre et l’autre en demi-hors-œuvre surélévation antérieure. Ce dernier est logé dans une tour polygonale et desservait la partie droite (disparue aujourd’hui) et la partie gauche sur deux niveaux. Cette tour atteint des proportions importantes : les marches en granite dépassent 1,43 mètre de long.
La tour dit "pavillon" du XVIIe siècle possède une salle basse sous poutre et une salle haute toutes deux munies de cheminées.
L’ensemble est complété par des écuries et une grange.
il est a noter, à différents endroits, la présence de graffitis munis de dates: 1614, 1671, 1701... etc.

## Usages contemporains
Chaque année, le premier samedi du mois d’août, se déroule un fest-noz particulièrement prisé grâce à l’action efficace de bénévoles.
Festival  "sons en Bretagne"